# 勒席茨
勒席茨是奥地利下奥地利州霍恩县的一个市镇。总面积21.16平方公里，总人口1048人，人口密度49.5人/平方公里（2005年）。